# Dudweiler

Dudweiler in Gelbfärbung (Nordosten innerhalb Saarbrückens)

Dudweiler ist seit dem 1. Januar 1974 ein Bezirk der saarländischen Landeshauptstadt Saarbrücken und hat 32.834 Einwohner (Stand 1. Oktober 2024) auf einer Fläche von 1.670 Hektar. Zu Dudweiler gehören die Ortsteile Jägersfreude, Herrensohr und Scheidt. Vor der Eingemeindung im Jahre 1974 nach Saarbrücken war Dudweiler mit knapp 30.000 Einwohnern die größte selbstständige Stadt des Saarlandes.

## Geographie

### Geographische Lage
Dudweiler liegt im Sulzbachtal zwischen der Saarbrücker Innenstadt (St. Johann) und der Stadt Sulzbach/Saar. Dudweiler liegt an der Nahetalbahn und wird durch die Linie RB 73 Saarbrücken – Neubrücke (Nahe) bedient.

### Nachbarorte
Die Nachbarorte (im Uhrzeigersinn) sind: Saarbrücken-St. Johann, Saarbrücken-Malstatt, Quierschied-Camphausen, Sulzbach, Sulzbach-Neuweiler, St. Ingbert, St. Ingbert-Rentrisch, Saarbrücken-Scheidt.

## Geschichte

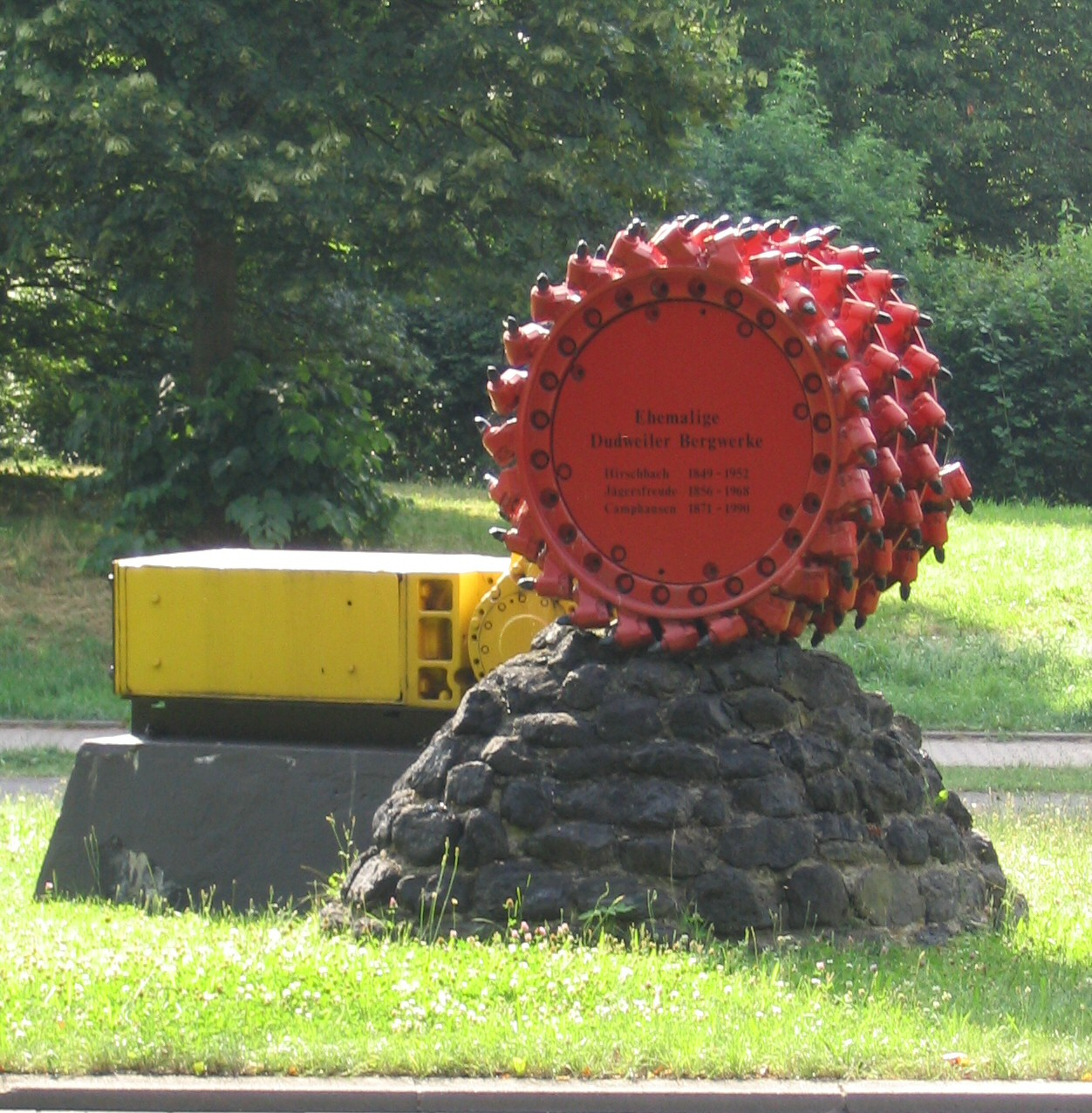
Denkmal für die ehemaligen Dudweiler Steinkohlenbergwerke

Auf dem Gebiet des heutigen Dudweiler wurden etliche stein-, bronze- und eisenzeitliche Funde gemacht. Aus der Keltenzeit stammen zwei Hügelgräber in der Nähe des Dreibannsteins. Überreste eines römischen Tempels fanden sich auf dem Alten Büchel. Die Grühlingsstraße, heute die Autobahn A 623, führt zum Teil über die Trasse einer Römerstraße.
Im Jahr 977 wird Dudweiler erstmals urkundlich erwähnt: Kaiser Otto II. bestätigte dem Nonnenkloster St. Peter in Metz den Besitz der Kapelle in Duodonisvillare (Weiler des Dudo). Dudo wird vielfach als fränkischer Edelmann beschrieben, der hier ein Landgut betrieb. Diese Auffassung ist allerdings umstritten und durch nichts bewiesen. Vielmehr gibt es starke Indizien, dass der Namenspatron Herzog Liudolf (Schwaben) gewesen sein könnte. Er war der Halbbruder von Kaiser Otto II. und wurde auch Dudo genannt.
1542 hatte Dudweiler nur 23 Haushalte, also etwa 150 Einwohner. Im Nebenerwerb wurde bereits nach Kohlen gegraben, doch blieb der kleinbäuerliche Charakter des Dorfes die nächsten zweihundert Jahre erhalten. Ab der zweiten Hälfte des 18. Jahrhunderts gewann der Steinkohlenbergbau immer mehr an Bedeutung. Der sogenannte Nassauer Hof in der Saarbrücker Straße war Mitte des 19. Jahrhunderts für einige Jahre Sitz eines preußischen Bergamtes. Durch den Zuzug von Arbeitskräften in der zweiten Hälfte des 19. Jahrhunderts entwickelte sich Dudweiler rasant.
Während des Völkerbund-Mandats über das Saargebiet (1920–1935) bestand in Dudweiler eine Domanialschule.
Noch 1950 standen drei Steinkohlenbergwerke in voller Blüte. Das Ende des Bergbaus markierte die Schließung des, nun auf Quierschieder Bann gelegenen, Bergwerkes Camphausen im Jahre 1990. Von der Mitte des 19. Jahrhunderts bis 1944 hatte Dudweiler eine eigene, parteilose Zeitung, die Dudweiler Zeitung.
Um 1960 wurde Dudweiler mit seinen damals 29.000 Einwohnern innerhalb der Region als „das größte Dorf Europas“ bezeichnet. Am 12. September 1962 erhielt Dudweiler die Stadtrechte.
Am 1. Januar 1974 führte die saarländische Gebiets- und Verwaltungsreform zum Verlust der Selbstständigkeit und zur Zwangseingemeindung in die Landeshauptstadt Saarbrücken. Allerdings behielt Dudweiler als einziger Stadtbezirk den Sonderstatus eines hauptamtlichen Bezirksbürgermeisters. Mit 35:26 Stimmen stimmte der Saarbrücker Stadtrat am 29. Januar 2013 für die Abschaffung dieses Postens. Dadurch sollten ab Ende 2014 acht Stellen wegfallen und über 700.000 Euro eingespart werden. Am 1. Juli 2014 wurde Dudweiler ein normaler Stadtbezirk Saarbrückens ohne eigene Verwaltung.
Eine Vielzahl unterschiedlichster Handwerksbetriebe und Dienstleistungsunternehmen prägen heute die Wirtschaft. Echte Industriearbeitsplätze sind nur noch relativ wenige vorhanden. Eine Fußgängerzone befindet sich in der Ortsmitte. Die Nähe zum Campus der Universität des Saarlandes im Saarbrücker Stadtwald macht Dudweiler für die Studentenschaft zu einem beliebten Wohnsitz.

### Einwohnerentwicklung von Dudweiler
| Jahr  | Einwohner |
| ----- | --------- |
| 1961* | 28.854    |
| 1970* | 27.659    |
| 1974* | 29.727    |
| 1990* | 25.909    |
| 2008* | 24.067    |
| 2014* | 23.590    |
| 2020  | 27.380    |

*ohne Scheidt
Die Zahl von 1974 beinhaltet 1.192 Einwohner aus dem Teil von Jägersfreude, der früher schon zu Saarbrücken gehörte. Die anderen setzten sich wie folgt zusammen:
1990 - 21.137 Dudweiler, 2.309 Jägersfreude, 2.463 Herrensohr
2008 - 19.881 Dudweiler, 1.972 Jägersfreude, 2.214 Herrensohr
2014 - 19.527 Dudweiler, 1.931 Jägersfreude, 2.132 Herrensohr
2020 - 19.335 Dudweiler, 1.931 Jägersfreude, 2.091 Herrensohr, 4.023 Scheidt
Zur korrekten Bewertung der Bevölkerungsentwicklung muss man wissen, dass die Zahlen vor 1990 die Einwohner mit Nebenwohnsitzen beinhalten, ab 1990 wurden nur noch die Hauptwohnsitze in der Statistik erfasst. Von 1990 bis 2017 hat Dudweiler ein Einwohnerminus von 9,3 %.

## Politik

### Stadtbezirk Dudweiler
Im Rahmen der Gebietsreform zum 1. Januar 1974 wurde aus Dudweiler (einschließlich seiner Ortsteile Herrensohr und Jägersfreude), dem vorher schon zu Saarbrücken gehörenden Teil von Jägersfreude und der ehemals selbständigen Gemeinde Scheidt der Stadtbezirk Dudweiler als neue Verwaltungseinheit der Stadt Saarbrücken gebildet.
Als Besonderheit erhielt der Stadtbezirk Dudweiler 1974 eine eigene Bezirksverwaltung und einen hauptamtlichen Bezirksbürgermeister. Zum 1. Juli 2014 wurde die Bezirksverwaltung Dudweiler aufgelöst. Dudweiler hat nunmehr den gleichen Status, wie die anderen Saarbrücker Stadtbezirke.
Der Bezirksrat Dudweiler ist das untere kommunalpolitische Gremium mit 21 gewählten, stimmberechtigten Mitgliedern. Er wählt aus seiner Mitte den ehrenamtlichen Bezirksbürgermeister.
In seiner konstituierenden Sitzung am 11. Juli 2024 wurde Karin Altmeyer (SPD) zur neuen Bezirksbürgermeisterin gewählt. Der Bezirksbeigeordnete und somit ihr Stellvertreter ist Ralf-Peter Fritz (CDU).
Die Bezirksratswahlen vom 9. April 2024 brachten folgendes Ergebnis und folgende Sitzverteilung:
- SPD 32,14 % = 7 Sitze
- CDU 33,20 % = 7 Sitze
- Die Linke 12,48 % = 2 Sitze
- Bündnis 90/Die Grünen 13,40 % = 3 Sitze
- FDP 8,78 % = 2 Sitze

### Bürgermeister von Dudweiler
(Quelle: )
- 1802 – 1805: Georg Abholt (Leiter der Verwaltung)
- 1807 – 1812: Heinrich Wagner
- 1813 – 1835: Christian Jakob Lex
- 1835 – 1842: Jakob Friedrich Freudenberger
- 1842 – 1847: Christian Adolf Wagner
- 1850 – 1865: Franz Nikolaus Ganns
- 1866 – 1889: Anton Jakob Otto Blum
- 1890 – 1908: Karl Ferdinand Petermann
- 1908 – 1928: Jakob Emil Otto Jost
- 1928 – 1935: Artur Jost
- 1935 – März 1945: Karl Oskar Erich Eugen Schiefer
- 12. Mai bis 30. Juni 1945: Friedrich Müller (mit der Verwaltung beauftragt)
- 1. Juli 1945 bis April 1946: August Hey
- 27. Mai – 22. Sept. 1946: Ernst Richard Rauch
- 1946 – 1949: August Rech
- 1949 – 1956: Johann Pitz
- 1956 – 1966: Hermann Mühlenberg
- 1966 – 1973: Adolf Barth
- 1974 – 1993: Hermann Schon (hauptamtlich)
- 1993 – 2006: Heinz Schmidt (hauptamtlich)
- 2006 – 2014: Walter Rodermann (hauptamtlich)
- 2014 – 2019: Reiner Schwarz (ehrenamtlich)
- 2019 - 2024: Ralf-Peter Fritz (ehrenamtlich)
- seit 2024: Karin Altmeyer

## Wirtschaft und Infrastruktur

### Arbeitsmarkt

#### Sozialversicherungspflichtig Beschäftigte nach Geschlecht und Personengruppen Bezirk 3 Dudweiler am 30. Juni 2021
| insgesamt | insgesamt                     | insgesamt                     | insgesamt     | Männer  | Männer        | Frauen  | Frauen        | Deutsche | Deutsche      | Nicht-Deutsche | Nicht-Deutsche |
| absolut   | Veränderung gegenüber Vorjahr | Veränderung gegenüber Vorjahr |               | absolut | in % der Bev. | absolut | in % der Bev. | absolut  | in % der Bev. | absolut        | in % der Bev.  |
| absolut   | absolut                       | %                             | in % der Bev. | absolut | in % der Bev. | absolut | in % der Bev. | absolut  | in % der Bev. | absolut        | in % der Bev.  |
| 9.550     | 117                           | 1,2                           | 53,9          | 5.197   | 56,9          | 4.353   | 50,8          | 8.059    | 59,3          | 1.491          | 36,2           |

Quelle: 

#### Sozialversicherungspflichtig Beschäftigte im Bezirk 3 Dudweiler nach Alter und Berufsabschluss und ausschließlich geringfügig Beschäftigte am Wohnort am 30. Juni 2021
| insgesamt | insgesamt     | unter 25 | unter 25      | 55 und älter | 55 und älter  | ohne Berufsabschluss | ohne Berufsabschluss | mit Berufsabschluss | mit Berufsabschluss | mit akademischem Abschluss | mit akademischem Abschluss | ausschließlich geringfügig Beschäftigtige | ausschließlich geringfügig Beschäftigtige |
| absolut   | in % der Bev. | absolut  | in % der Bev. | absolut      | in % der Bev. | absolut              | in % der Bev.        | absolut             | in % der Bev.       | absolut                    | in % der Bev.              | absolut                                   | in % der Bev.                             |
| 9.550     | 53,9          | 998      | 34,1          | 2.325        | 52,3          | 1.433                | 15                   | 5.461               | 57,2                | 1.943                      | 20,3                       | 1.607                                     | 9,1                                       |

Quelle: :

#### Arbeitslose 2021 im Bezirk 3 Dudweiler nach den Rechtskreisen SGB II und SGB III (Jahresdurchschnitt) am 30. Juni 2021 (absolut)
| insgesamt | Rechtskreis SGB II | Frauen | Nicht-Deutsche | 15 bis unter 35 Jahre | 35 bis unter 45 Jahre | 45 bis unter 55 Jahre | 55 Jahre und älter | ohne Schulabschluss | mit Schulabschluss | ohne Berufsausbildung | mit Berufsausbildung |
| 1.569     | 1.196              | 650    | 471            | 579                   | 365                   | 307                   | 348                | 244                 | 1.074              | 998                   | 561                  |

Quelle: :

### Bildung
- Grundschule Süd, Albert-Schweitzer
- Grundschule Theodor Heuss, Herrensohr
- Grundschule Turmschule
- Gemeinschaftsschule Saarbrücken-Dudweiler
- Förderschule Geistige Entwicklung
- Kath. Fachschule für Sozialpädagogik

### Kindertageseinrichtungen
- Kindertagesstätte Herrensohr Petrusstraße 24-26
- Kinderhort Herrensohr Theodor-Heuss-Schule
- Kindertagesstätte Jägersfreude Hauptstraße 83
- Kindertagesstätte Pfaffenkopf Am Hang 39 c
- Kindertagesstätte Dudweiler Nord Fischbachstr. 91
- Kindertagesstätte Rehbach Rehbachstraße 106 a
- Kindertagesstätte Scheidt Schulstraße

## Sehenswertes

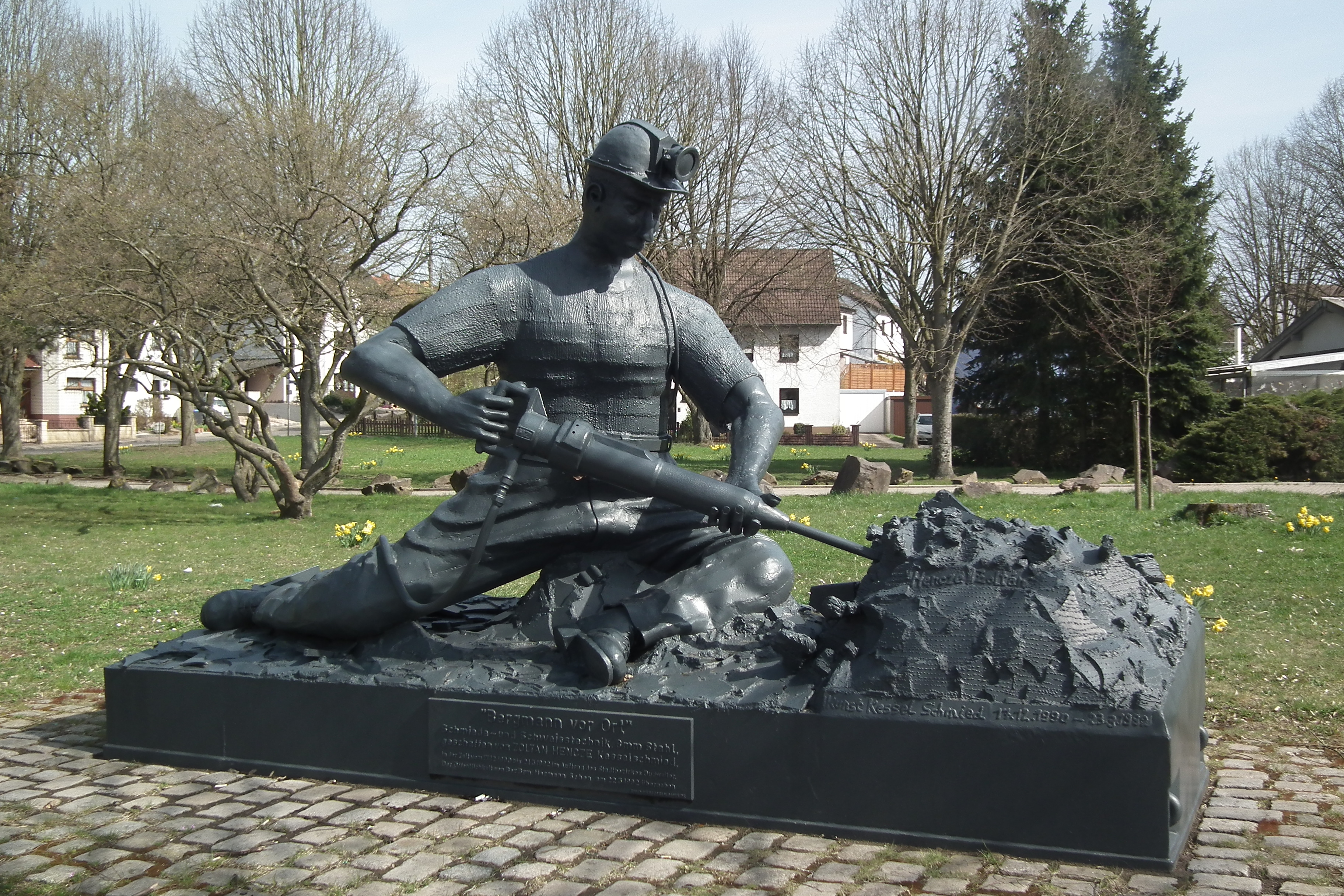
Stahlskulptur Bergmann vor Ort

- Alter Turm auf dem Schulhof der Turmschule, ein ehemaliger Kirchturm aus dem 13./14. Jahrhundert, eines der ältesten niemals zerstörten Gebäude im Saarland
- Brennender Berg, ein in Brand geratenes Kohleflöz, das bereits von Johann Wolfgang von Goethe besucht und beschrieben wurde
- römisch-katholische Kirche St. Marien, 1864–1866 nach Entwurf von Carl Friedrich Müller, mit einer Pietà aus dem 14. Jahrhundert und dem großformatigen Gemälde Die Heilige Barbara erscheint einem verunglückten Bergmann von August von Heyden
- Rathaus Dudweiler, rechter Flügel 1875 von Architekt Ferdinand Neufang, linker Flügel und Turm 1907 von Architekt Sturm
- evangelische Christuskirche, 1881–1882 nach Entwurf von Carl Schäfer
- Gefallenen-Ehrenmal an der Saarbrücker Straße, 1926 von Architekt Heinrich Otto und Bildhauer Kühn, Widmung nach 1945 auf die Opfer beider Weltkriege erweitert
- römisch-katholische Kirche St. Barbara, 1954–1958 nach Entwurf von Heinrich Latz und Anton Laub; Glasarbeiten von Gabriel Loire
- römisch-katholische Kirche St. Bonifatius, 1956–1957 nach Entwurf von Hans Schick
- evangelische Heilig-Geist-Kirche, 1966–1967 nach Entwurf von Rudolf und Klaus Krüger; Glasarbeiten von Ferdinand Selgrad
- Neubebauung der Stadtmitte mit Bürgerhaus Dudweiler, 1979–1984 nach Entwurf von Gottfried Böhm
- De Monn mit da long Stong un zwei Dudwiller Kinner auf dem Alten Markt, als Denkmal für die Gaslaternenanzünder 1989 von Zoltan Hencze
- Skulptur Bergmann vor Ort an der Fischbachstraße beim Feuerwehrhaus, 1992 von Zoltan Hencze aus Stahl
- Ritterburg von H. R. Schönewolf, ca. 50 m × 50 m, mit Brüstungen, Zinnen und Türmen, lockt Besucher aus aller Welt an

## Galerie

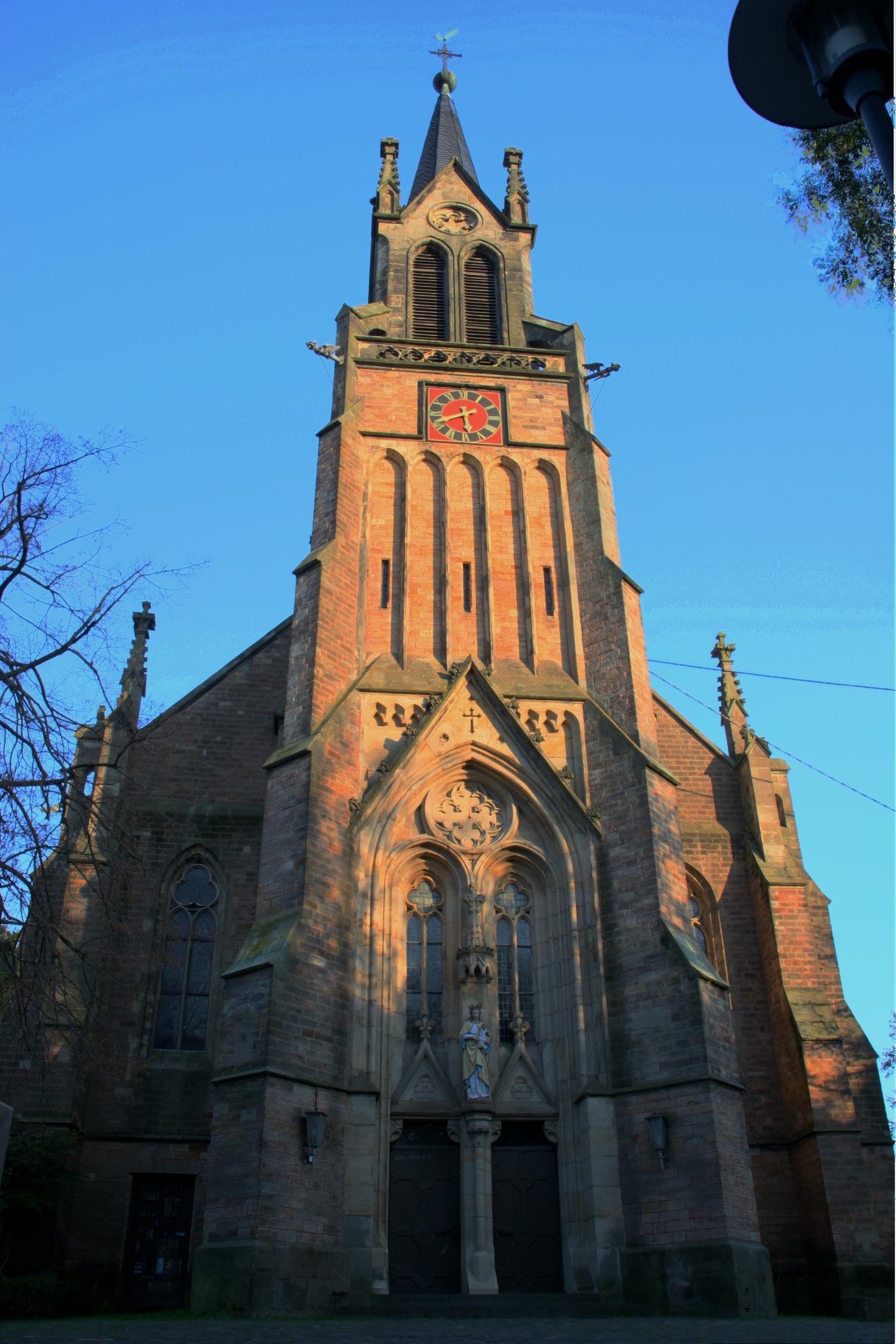
Kirche St. Marien
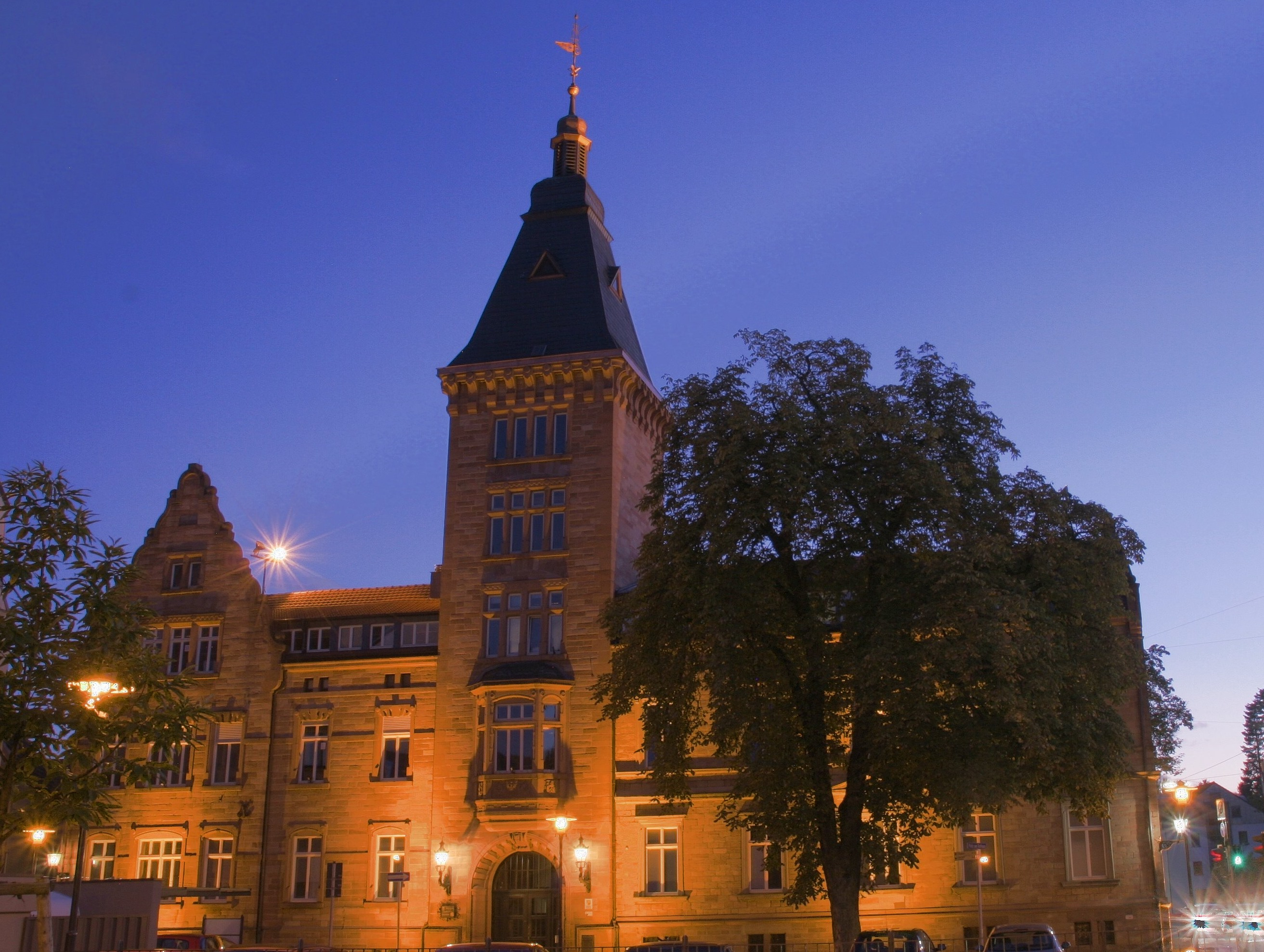
Rathaus
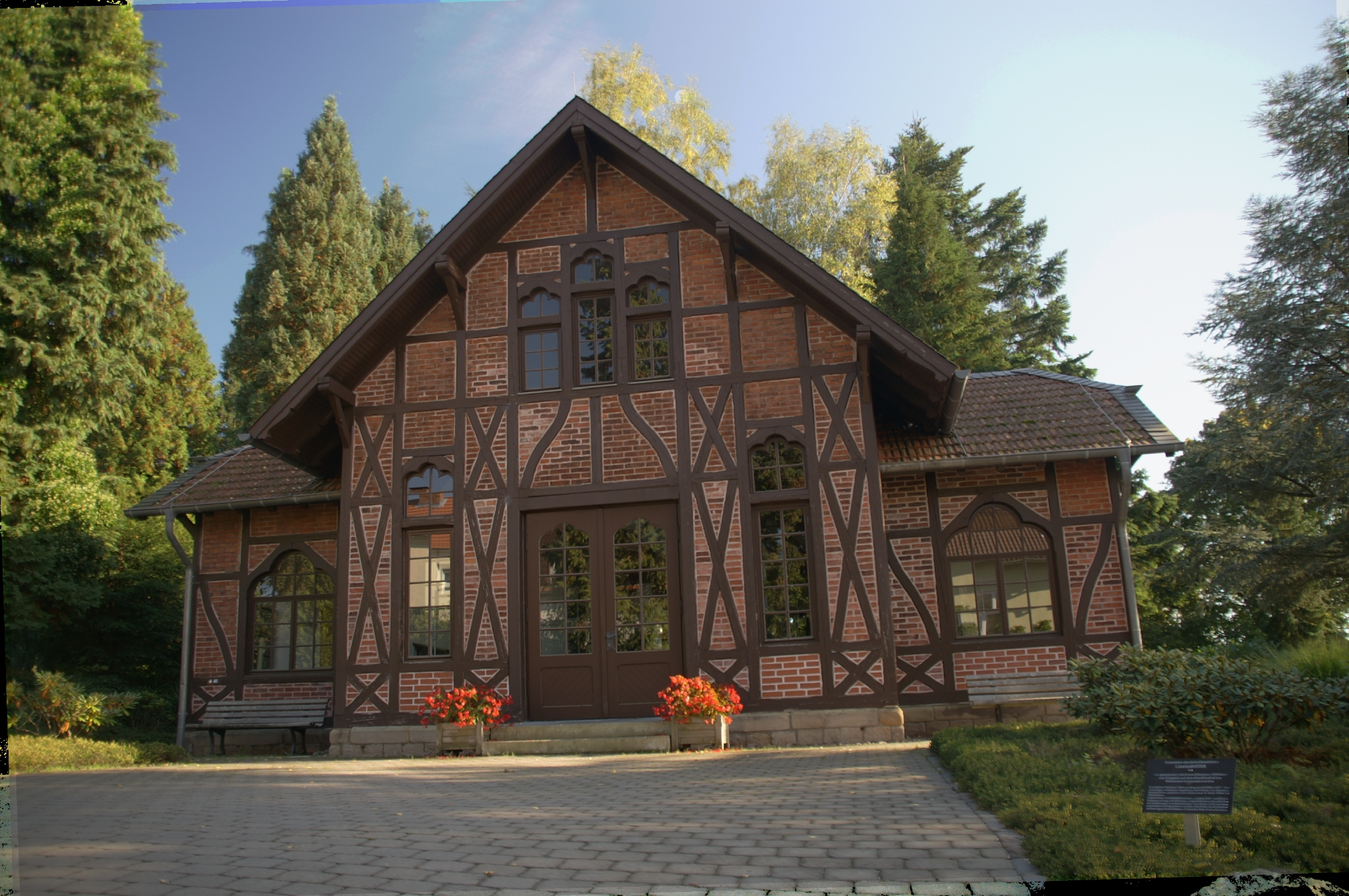
Einsegnungshalle auf dem Friedhof mit Sepulkralmuseum
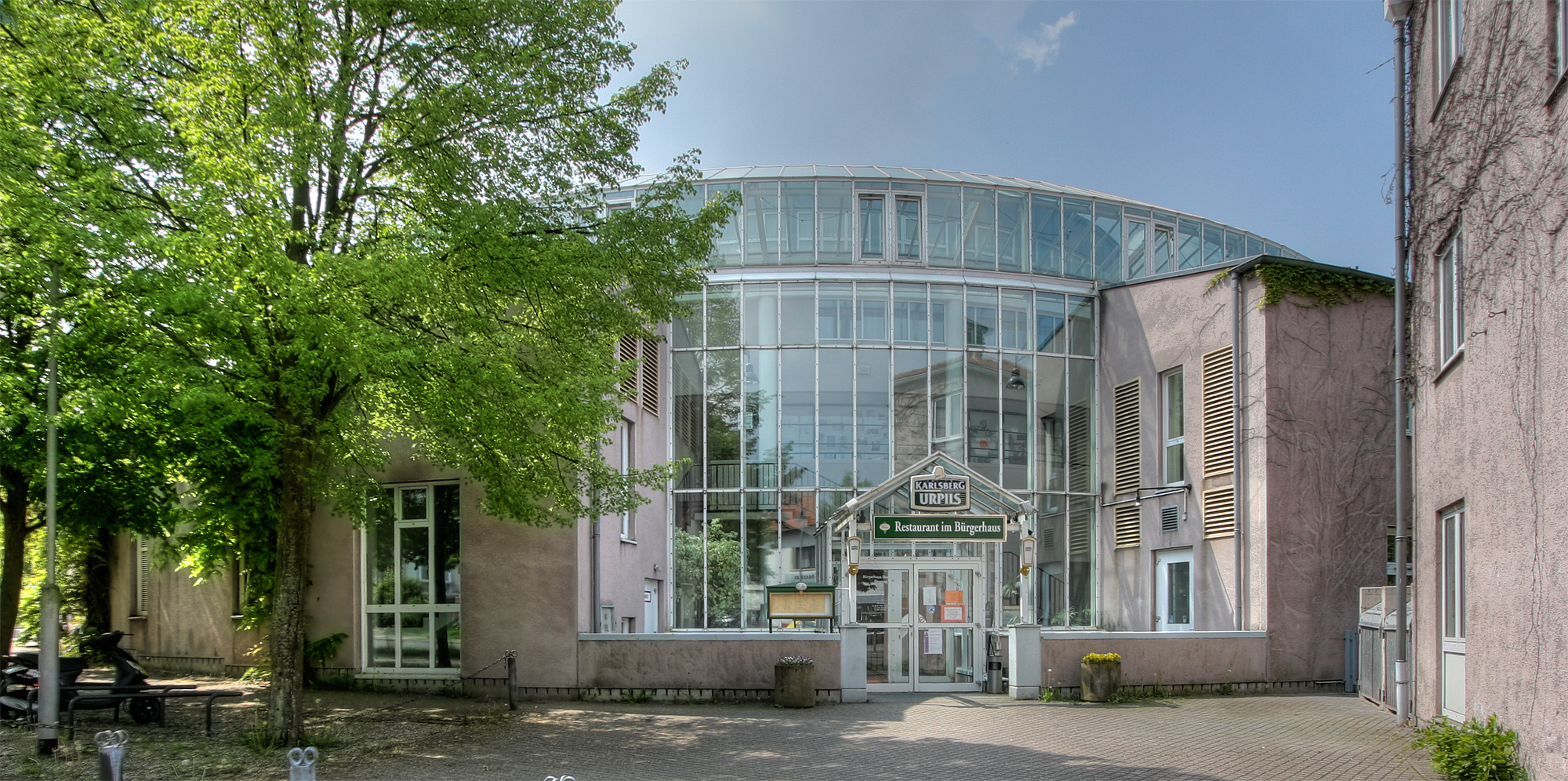
Bürgerhaus Dudweiler

## Krankenhaus St. Josef

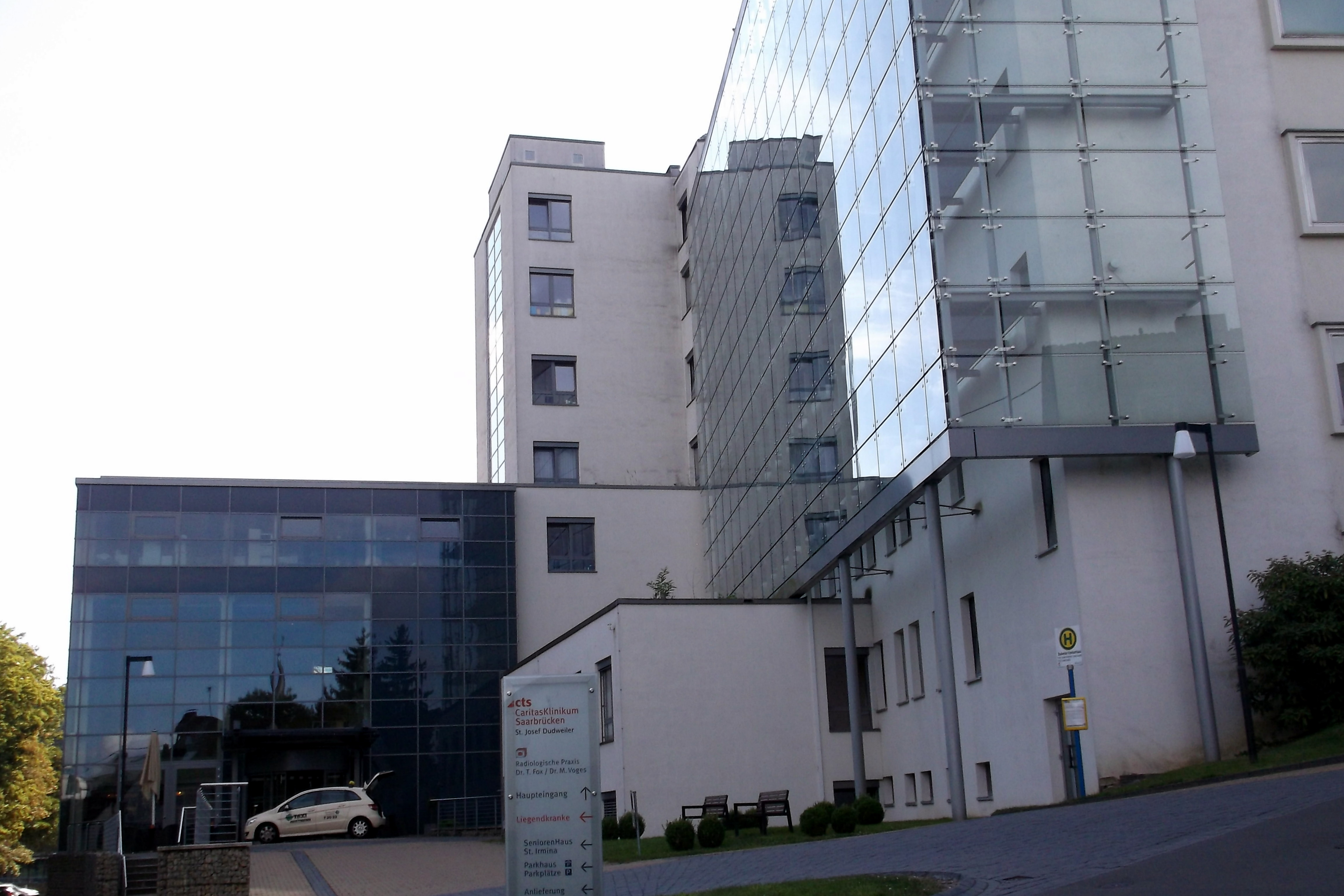
Caritas Klinik Dudweiler, St. Josef Krankenhaus

Das Krankenhaus St. Josef der cts-Schwestern v. Hl. Geist gGmbH in der Klosterstraße wurde 1899 eröffnet. Aus bescheidenen Anfängen entwickelte sich ein überregionales Gesundheitszentrum. Zusammen mit der Klinik St. Theresia (Saarbrücken Rastpfuhl) bildet St. Josef heute das CaritasKlinikum Saarbrücken als Verbundkrankenhaus mit zwei Standorten. Die Klinik wird von den Einheimischen nur „Kloster“ genannt. Am 19. März 2019 wurde allerdings nach 152 Jahren der Konvent Dudweiler der „Schwestern vom Heiligen Geist“ aufgelöst, da die Anzahl der Schwestern immer weniger wurde.
Im September 2022 wurde durch den Träger cts entschieden, dass die Innere Medizin mit Zentraler Notaufnahme und Intensivstation, die Chirurgische Abteilung mit Allgemein- und Unfallchirurgie und die jeweiligen Ambulanzen an den Standort St. Theresia (Saarbrücken) verlagert werden sollten.
Am Standort St. Josef sollte nach den Plänen von cts eine Fachklinik mit operativer und konservativer Orthopädie, Schmerzklinik und Psychosomatik verbleiben.
Um die Notfallversorgung im Stadtteil Dudweiler sicherzustellen, planten die Verantwortlichen des CaritasKlinikums, den Notarztstandort in Dudweiler wie zuvor in eigener Besetzung mit qualifizierten Notfallmedizinern aufrechtzuerhalten.

## Partnerschaften/Patenschaft
Partnerschaften bestehen seit 1959 mit dem pfälzischen Duttweiler und seit 1964 mit Saint-Avold in Lothringen (Frankreich). Von 1969 bis 2016 war Dudweiler patenschaftlich mit dem Bundeswehrstandort Merzig (Luftlandeunterstützungsbataillon 262) bis zu dessen Auflösung verbunden.

## Vereine

### Freiwillige Feuerwehr Dudweiler (Löschbezirk 18)
Der Löschbezirk Dudweiler wurde 1869 gegründet und verteilt sich mit den Ausrückebereiche Dudweiler-Mitte und Herrensohr/Jägersfreude auf drei Feuerwehrhäuser. Die Schwerpunkte des Ausrückbereiches Dudweiler-Mitte liegen auf der Menschenrettung, der Brandbekämpfung, der technischen Hilfeleistung und der Dekontamination im ABC-Einsatz. Schwerpunkte des Ausrückebereiches Herrensohr/Jägersfreude sind Menschenrettung, Brandbekämpfung, die Wasserförderung über lange Wegestrecken und die Waldbrandbekämpfung.

### Fastnacht
- Festausschuss Dudweiler Faasenacht (FDF)
- Dudweiler Carneval Club e. V. (DCC)
- Geisekippcher Buwe unn Määde e. V.
- Heimat- und Kulturverein Dudweiler-Nord 1970 e. V. (HKV)
- Große Dudweiler Karnevalsgesellschaft Grüne Nelke e. V.
- Kaltnaggischer Gardisten Corps 2000 e. V. (KGC)

### Kultur
- Kultgießerei e. V.
- Kulturgemeinschaft Dudweiler-Pfaffenkopf 1955 e. V.
- Technik Kultur Saar e. V.

### Musik
- Männerchor Harmonie 1896 e. V. Dudweiler
- Musikzug 1968, Dudweiler
- Schalmeien- und Kulturverein Dudweiler e. V.
- Männerchor 1882 Herrensohr e. V.
- Freier Fanfarenzug 1992 Dudweiler e. V.
- Posaunenchor der Ev. Kirchengemeinde Dudweiler/Herrensohr

### Sonstige
- Katholische Deutsche Studentenverbindung Carolus Magnus im CV
- Förderverein Dudweiler
- Dudweiler Geschichtswerkstatt
- Verkehrsverein Dudweiler
- Pro Dorf, Gewerbe- und Ortsinteressenverein
- DLRG Dudweiler

### Sport
- ASC Dudweiler
- ATV Dudweiler
- DJK Dudweiler
- HSG Dudweiler-Fischbach (Handball)
- Judo Club Dudweiler
- TuS Herrensohr

### Mittlerweile aufgelöste Vereine
- Schubertchor Dudweiler (Gemischter Chor) - Aufgelöst 2015
- Liederchor Thalia (Gemischter Chor) - Aufgelöst 2019

## Staatliche Institutionen
Der Stadtbezirk Dudweiler ist Sitz folgender staatlicher Institutionen:
- Fachhochschule für Verwaltung des Saarlandes (Dudweiler), im September 2012 nach Quierschied-Göttelborn umgezogen
- Landesamt für Kataster-, Vermessungs- und Kartenwesen – Karten- und Geodatenvertrieb (Scheidt)
- Landesarchiv Saarbrücken (Scheidt)
- Landesinstitut für Pädagogik und Medien (Dudweiler)
- Landeszentrale für politische Bildung des Saarlandes (Dudweiler)
- Literaturarchiv Saar-Lor-Lux-Elsass (Dudweiler)
- Unfallkasse Saarland (Dudweiler)

## Persönlichkeiten

### Ehrenbürger
- 1965: Wilhelm Kehr (1888–1972), Dechant, ernannt am 8. August 1965
- 1966: Carl August Hertel (1899–1976), Pfarrer, ernannt am 25. September 1966
- 1967: Heinrich Jenewein (1887–1968), Fabrikant, ernannt am 9. Februar 1967

### Söhne und Töchter von Dudweiler
- Johann Georg Jaberg (1697–?), hochgräflicher Jäger zu Dudweiler
- Franz Fauth (1841–1905), Pädagoge
- Liesbet Dill (1877–1962), Schriftstellerin
- Heinrich Jenewein (1887–1968), Fabrikant und Verbandsfunktionär
- August Hey (1897–1978), Politiker (KPD)
- Walter Jung (1898 – nach 1931), Nationalsozialist und „Alter Kämpfer“ der NSDAP
- Meta Wolff (1902–1941), Schauspielerin
- Jakob Welter (1907–1944), KPD-Mitglied, von den Nationalsozialisten hingerichtet
- Hans Dietz (1908–1993), Arzt und SS-Sturmbannführer
- Ernst Kunkel (1908–1984), saarländischer Politiker (SPD/SPS)
- Willi Kunkel (1908–1970), Widerstandskämpfer gegen den Nationalsozialismus und Mitglied der Internationalen Brigaden
- Friedrich Nickolay (1909–1953), SED-Funktionär
- Karl Kuhn (1910–1984), Widerstandskämpfer gegen den Nationalsozialismus
- Arthur Schmitt (1910–1989), Kunstturner
- Hilla Jablonsky (1922–2019), Malerin, Zeichnerin und Lyrikerin
- Franz Carl Loch (1924–2002), HNO-Arzt und ärztlicher Standespolitiker
- Hermann Schon (1928–2021), Politiker (SPD)
- Arnold Morkramer (1929–2024), Bildhauer
- Hans-Walter Herrmann (* 1930), Historiker und Archivar
- Bertram Frisch (1931–2006), Materialwissenschaftler
- Heinrich Heß (* 1932), Sportarzt
- Hermann Josef Vogt (1932–2015), römisch-katholischer Geistlicher, Theologe, Althistoriker und Patrologe
- Hans Paus (1937–2011), Physiker
- Charly Lehnert (1938–2025), Schriftsteller, Verleger, Redakteur, Designer
- Eike Ullmann (* 1941), Rechtswissenschaftler
- François de Sarre (* 1947), Zoologe und Evolutionsforscher
- Joachim Bitterlich (* 1948), Diplomat
- Max Fuchs (* 1948), Bildungs- und Kulturwissenschaftler, langjähriger Deutscher-Kulturrats-Vorsitzender
- Reiner Schwarz (* 1949), Feuerwehrmann und Politiker, Bezirksbürgermeister
- Harald Fuchs (* 1951), Physiker
- Wolfgang Paul (* 1951), Informatiker
- Dieter Finkler (* 1952), ehemaliger Fußballspieler
- Wolfgang Schild (* 1952), Politiker (CDU)
- Ingrid Peters (* 1954), Sängerin
- Margret Grewenig (* 1955), Goldschmiedin und Schmuckdesignerin
- Kurt Sier (* 1955), Altphilologe
- Michael Bitz (* 1957), Präsident des Oberverwaltungsgerichtes des Saarlandes
- Benedikt Maria Trappen (* 1961), Philosoph, Dichter und Lehrer
- Beate Pfeiffer (* 1963), Schauspielerin und Synchronsprecherin
- Heike Greis (* 1964), Hörfunk- und Fernseh-Moderatorin
- Marcel Boldorf (* 1965), Historiker
- Markus Rothhaar (* 1968), Bioethiker
- Michael Friemel (* 1974), Radio- und Fernsehmoderator und Autor
- Anja Wagner-Scheid (* 1974), Politikerin (CDU)
- Christian Hohenadel (* 1976), Rennfahrer
- Miriam Michel (* 1979), Regisseurin, Dramaturgin, Dokumentarfilmerin und Performancekünstlerin
- Anna Schilling (* 1981), Journalistin, ZDF-Redaktionsleiterin
- Bejo Dohmen (* 1984), Schauspieler
- Jenny Wagner (* 1984), Physikerin, Kosmologin und Sachbuchautorin
- Christian Barthen (* 1984), Kirchenmusiker, Organist am Berner Münster und Orgelprofessor an der Musikhochschule Bern
- Marc Birkenbach (* 1987), Fußballspieler
- Fiona Erdmann (* 1988), Fotomodell, Schauspielerin
- Sascha Haas (* 1990), Politiker (SPD)
- Laura Müller (* 1995), Leichtathletin
- Marvin Seidel (* 1995), Badmintonspieler
- Pauline Schäfer (* 1997), Kunstturnerin